# Nativa Geranio
Nativa Geranio es una banda de rock psicodélico salvadoreña originaria de San Salvador y formada en 1995. Originalmente estaba compuesta por Roberto Guzmán, Óscar Rodríguez, y Benedicto Morataya; luego se unieron uno a uno René Ávalos, Emilio Nosthas y Javier Gómez.
La banda es reconocida por el éxito de sus canciones "Abajo del Agua" y "Verde Oscuro", de su primer álbum 1996.

## Historia
Nativa Geranio se formó en 1995 por Roberto Guzmán, Óscar Rodríguez, y Benedicto Morataya; luego se unió René Ávalos. 
Finalizaron su primer álbum, titulado "Nativa Geranio"(1996). El 15 de septiembre de ese año, a tan solo tres días de su debut, se desprendió su primer sencillo y más grande éxito en el país, "Abajo del Agua".
En 1998 lanzan su segundo álbum de estudio "La fe de los animales", del cual se desprende la canción "La Ausencia".
Entre 2002 y 2003 grabaron su tercer producción discográfico llamado 3, el cual fue lanzado el 14 de octubre de 2006.

## Influencia musical
Entre los artistas favoritos de la banda se encuentran The Cure, R.E.M., The Police, Caifanes, Soda Stereo, Carlos Vives y Pérez Prado.

## Formación
Miembros originales
- Roberto Guzmán (1995-actualidad)
- Óscar Rodríguez (1995-actualitat)
- Benedicto Morataya (1995-actualidad)
- René Ávalos (1995-actualidad)
- Emilio Nosthas (1995-actualidad)
- Javier Gómez (2018-actualidad)

## Discografía
| Álbumes de estudio - 1996: Nativa Geranio - 1998: La Fe de los Animales - 2006: 3 - 2023: Plantas | Canciones notables y sencillos - 1996: "Abajo del Agua" - 1996: "Verde Oscuro"" - 1998: "La Ausencia" - 2006: "Soledad" - 2023: "La Bala" - 2023: "Viento en Contra" |